# ドレフォン
ドレフォン（欧字名:Drefong、2013年2月19日 - ）はアメリカ生産の競走馬、種牡馬。主な勝ち鞍は2016年のブリーダーズカップ・スプリント、キングズビショップステークス、2017年のフォアゴーステークス。

## 競走馬時代
2014年9月のキーンランド1歳馬セールで45万ドルで落札される。始皇帝の7頭の所有馬のなかで最も速かったとされる「追風」にちなみ、中国語で「ドレフォン」と命名された。米国の名門ボブ・バファート厩舎から2015年10月にデビューし、2戦目で初勝利を挙げる。
2016年8月のキングズビショップステークス（G1）では、1分21秒25の好時計で快勝し、初の重賞制覇をG1競走で飾った。続くブリーダーズカップ・スプリント（G1）では主戦のマイク・スミスが1番人気のマゾヒスティック（Masochistic）に騎乗のため、2歳時以来となるマーティン・ガルシアが手綱を取った。レースでは激しい先行争いを制し、2着入線（7着に降着）のマゾヒスティックに1馬身1/4差をつけて優勝した。この勝利によって同年の成績を4戦4勝とし、エクリプス賞最優秀短距離馬に選出された。
2017年は復帰戦のビングクロスビーステークス（G1）ではスタート直後のラチのない合流地点で内側に切れ込もうとして落馬・競走中止のアクシデントに見舞われるが、人馬ともに身体に異常はなかった。次戦のフォアゴーステークス（G1）は4馬身差で楽勝し、ブリーダーズカップ・スプリントで連覇に挑んだが6着に敗退。このレースを最後に現役を引退した。
競走馬としては、特にスタートダッシュと二の脚の速さに定評があった。

## 競走成績
以下の内容は、EQUIBASEの情報に基づく。
| 出走日     | 競馬場       | 競走名                                 | 格 | 距離   | 着順 | 騎手       | 着差     | 1着（2着）馬           |
| ---------- | ------------ | -------------------------------------- | -- | ------ | ---- | ---------- | -------- | ---------------------- |
| 2015.10.24 | サンタアニタ | 未勝利                                 |    | ダ5.5f | 5着  | M.ガルシア | 4馬身3/4 | Mac Daddy Mac          |
| 0000.11.14 | デルマー     | 未勝利                                 |    | ダ6f   | 1着  | M.ガルシア | 9馬身1/2 | （Blue Navy Blue）     |
| 2016.05.30 | サンタアニタ | アローワンス・オプショナルクレーミング |    | ダ6f   | 1着  | M.スミス   | 3馬身1/2 | （Forest Blue）        |
| 0000.07.04 | サンタアニタ | アローワンス・オプショナルクレーミング |    | ダ6f   | 1着  | M.スミス   | 5馬身1/4 | （The Gomper）         |
| 0000.08.27 | サラトガ     | キングズビショップステークス           | G1 | ダ7f   | 1着  | M.スミス   | 3馬身1/4 | （Economic Model）     |
| 0000.11.05 | サンタアニタ | ブリーダーズカップ・スプリント         | G1 | ダ6f   | 1着  | M.ガルシア | 1馬身1/4 | （Mind Your Biscuits） |
| 2017.07.29 | デルマー     | ビングクロスビーステークス             | G1 | ダ6f   | 中止 | M.スミス   |          | Ransom the Moon        |
| 0000.08.26 | サラトガ     | フォアゴーステークス                   | G1 | ダ7f   | 1着  | M.スミス   | 4馬身    | （Awesome Slew）       |
| 0000.11.04 | デルマー     | ブリーダーズカップ・スプリント         | G1 | ダ6f   | 6着  | M.スミス   | 7馬身3/4 | Roy H                  |

## 種牡馬時代
社台グループが購入し、2017年12月22日に社台スタリオンステーションに到着。同スタリオンの関係者は「突出したスピードがあったために短距離を走っていましたが、母父がゴーストザッパーで距離に対応する産駒も出てくるし、とにかく馬体、フットワーク、現役時のレース内容が素晴らしく、血統面から産駒が日本の芝レースで活躍する下地が十分にあります」とコメントした。米国からの輸入種牡馬が社台スタリオンステーションに導入されたのは2003年供用開始のウォーエンブレム、スウェプトオーヴァーボード以来15年ぶりのことである。
初年度である2018年の種付け料は受胎条件300万円（フリーリターン特約付）に設定され、207頭に種付けを行った。初年度産駒がデビューを迎える2021年4月時点で血統登録された産駒は127頭となり、この年にデビューする新種牡馬の中でコパノリッキーに次ぐ2位となった。
2021年6月12日、東京競馬第5R（芝1400m）を白毛のハイアムズビーチ（母・ユキチャン）が勝利して産駒の初勝利を挙げた。
2021年9月4日、札幌2歳ステークスをジオグリフが制し、2022年4月17日には同馬が皐月賞も制し、初年度産駒から重賞ならびにG1勝利を挙げることとなった。

### 主な産駒
太字はGI競走を示す

#### グレード制重賞優勝馬
- 2019年産
  - ジオグリフ（2021年札幌2歳ステークス、2022年皐月賞）[16]
  - ヴィブラフォン（2023年神奈川記念）
  - デシエルト（2024年中日新聞杯）
- 2021年産
  - アンデスビエント（2024年関東オークス）
  - ミッキーファイト（2024年レパードステークス、名古屋大賞典、2025年アンタレスステークス、2025年帝王賞）
  - ウォーターリヒト（2025年東京新聞杯）
  - カズタンジャー（2025年マーキュリーカップ）
- 2022年産
  - アドマイヤデイトナ（2025年UAEダービー）
  - マテンロウコマンド（2025年兵庫チャンピオンシップ）

#### 地方重賞優勝馬
- 2019年産
  - セイルオンセイラー（2024年ウインター争覇、飛山濃水杯、くろゆり賞）
  - ヒロシクン（2024年みちのく大賞典、青藍賞、トウケイニセイ記念、2025年赤松杯、シアンモア記念）
- 2020年産
  - サーフズアップ（2023年ユングフラウ賞、東京プリンセス賞）[17]
  - ティアップエックス（2025年だるま夕日賞）
- 2021年産
  - ミチノアンジュ（2024年ユングフラウ賞）
- 2022年産
  - カワテンマックス（2024年ゴールドウィング賞、2025年新春ペガサスカップ、駿蹄賞）
  - ページェント（2024年ライデンリーダー記念、2025年ゴールドジュニア 、スプリングカップ）

## 血統表
| ドレフォンの血統       | ドレフォンの血統                                                  | ドレフォンの血統                                                  | （血統表の出典）                                                  | （血統表の出典） |
| 父系                   | ストームキャット系                                                | ストームキャット系                                                | ストームキャット系                                                | [ § 2 ]          |
| 父 Gio Ponti 2005 鹿毛 | 父の父Tale of the Cat 1994 黒鹿毛                                 | Storm Cat                                                         | Storm Bird                                                        | Storm Bird       |
| 父 Gio Ponti 2005 鹿毛 | 父の父Tale of the Cat 1994 黒鹿毛                                 | Storm Cat                                                         | Terlingua                                                         |                  |
| 父 Gio Ponti 2005 鹿毛 | 父の父Tale of the Cat 1994 黒鹿毛                                 | Yarn                                                              | Mr. Prospector                                                    | Mr. Prospector   |
| 父 Gio Ponti 2005 鹿毛 | 父の父Tale of the Cat 1994 黒鹿毛                                 | Yarn                                                              | Narrate                                                           |                  |
| 父 Gio Ponti 2005 鹿毛 | 父の母Chipeta Springs 1989 鹿毛                                   | Alydar                                                            | Raise a Native                                                    | Raise a Native   |
| 父 Gio Ponti 2005 鹿毛 | 父の母Chipeta Springs 1989 鹿毛                                   | Alydar                                                            | Sweet Tooth                                                       |                  |
| 父 Gio Ponti 2005 鹿毛 | 父の母Chipeta Springs 1989 鹿毛                                   | Salt Spring                                                       | Salt Marsh                                                        | Salt Marsh       |
| 父 Gio Ponti 2005 鹿毛 | 父の母Chipeta Springs 1989 鹿毛                                   | Salt Spring                                                       | Jungle Mythologic                                                 |                  |
| 母 Eltimaas 2007 鹿毛  | 母の父Ghostzapper 2000 鹿毛                                       | Awesome Again                                                     | Deputy Minister                                                   | Deputy Minister  |
| 母 Eltimaas 2007 鹿毛  | 母の父Ghostzapper 2000 鹿毛                                       | Awesome Again                                                     | Primal Force                                                      |                  |
| 母 Eltimaas 2007 鹿毛  | 母の父Ghostzapper 2000 鹿毛                                       | Baby Zip                                                          | Relaunch                                                          | Relaunch         |
| 母 Eltimaas 2007 鹿毛  | 母の父Ghostzapper 2000 鹿毛                                       | Baby Zip                                                          | Thirty Zip                                                        |                  |
| 母 Eltimaas 2007 鹿毛  | 母の母Najecam 1993 栗毛                                           | Trempolino                                                        | Sharpen Up                                                        | Sharpen Up       |
| 母 Eltimaas 2007 鹿毛  | 母の母Najecam 1993 栗毛                                           | Trempolino                                                        | Trephine                                                          |                  |
| 母 Eltimaas 2007 鹿毛  | 母の母Najecam 1993 栗毛                                           | Sue Warner                                                        | Forli                                                             | Forli            |
| 母 Eltimaas 2007 鹿毛  | 母の母Najecam 1993 栗毛                                           | Sue Warner                                                        | Bitty Girl                                                        |                  |
| 母系(F-No.)            | (FN:1-n)                                                          | (FN:1-n)                                                          | (FN:1-n)                                                          | [ § 3 ]          |
| 5代内の近親交配        | Raise a Native5･4（父内）Vice Regent・ヴァイスリーガル5･5（母内） | Raise a Native5･4（父内）Vice Regent・ヴァイスリーガル5･5（母内） | Raise a Native5･4（父内）Vice Regent・ヴァイスリーガル5･5（母内） | [ § 4 ]          |
| 出典                   | 1. 2. 3. 4.                                                       | 1. 2. 3. 4.                                                       | 1. 2. 3. 4.                                                       | 1. 2. 3. 4.      |

- 叔父アクションディスデイ（英語版）は2003年のブリーダーズカップ・ジュヴェナイル（G1）の優勝馬[5]。

## 参考
1. 1 2 3  ドレフォン(USA)｜JBISサーチ（JBIS-Search）
2. 1 2 3 4 5  “Drefong (KY)”. equibase.com.   Equibase Company LLC.. 2018年5月13日閲覧。
3. ↑  最優秀短距離馬ドレフォン、社台スタリオンステーションで供用（アメリカ・日本）. 公益財団法人ジャパン・スタッドブック・インターナショナル(2017年12月7日付). 2019年1月31日閲覧
4. ↑  『優駿』2022年6月号 p.115
5. 1 2 3 4 5  社台スタリオンステーションにドレフォンがスタッドイン. 競走馬のふるさと案内所(2017年12月25日付). 2018年5月13日閲覧
6. ↑  Equibase | Charts. 2018年5月18日閲覧
7. ↑  ドレフォン-種牡馬・産駒. 社台スタリオンステーション. 2018年5月13日閲覧
8. ↑  Ransom the Moon takes the win in eventful Bing Crosby Stakes. Horse Racing Nation(July 29, 2017). 2018年5月13日閲覧
9. 1 2  米Ｇ１馬ドレフォン、社台ＳＳで種牡馬入り. ニッカンスポーツ(2017年11月30日付). 2018年5月13日閲覧
10. ↑  新種牡馬ドレフォン「素晴らしい」15年ぶり米国産. ニッカンスポーツ(2018年2月7日付). 2018年5月13日閲覧
11. ↑  【2018年度の種付頭数】～社台スタリオンステーション編. 馬市.com(2018年10月16日付). 2019年1月31日閲覧
12. ↑  “2021年のファーストシーズンサイアー”. 公益財団法人　ジャパン・スタッドブック・インターナショナル. 2021年4月15日閲覧。
13. ↑  “【東京5R新馬戦結果】白毛のハイアムズビーチがデビューV！ 新種牡馬ドレフォン産駒初勝利 | 競馬ニュース”. netkeiba.com. 2021年6月12日閲覧。
14. ↑  “【皐月賞】福永ジオグリフ 鮮やか差し切り1冠奪取!ドレフォン産駒初のG1制覇達成 - スポニチ Sponichi Annex ギャンブル”. スポニチ Sponichi Annex. 2022年4月18日閲覧。
15. ↑  “【皐月賞】ノーザンＦはエフフォーリアに続き連覇、新種牡馬ドレフォン産駒Ｖに吉田代表も歓喜 - ３歳馬特集 : 日刊スポーツ”. nikkansports.com. 2022年4月18日閲覧。
16. ↑  “ジオグリフ”. JBISサーチ.   公益社団法人日本軽種馬協会. 2021年9月5日閲覧。
17. ↑  “サーフズアップ”. JBISサーチ.   公益社団法人日本軽種馬協会. 2023年5月11日閲覧。